# Incendio Glass
El Incendio Glass (en inglés: Glass Fire) fue un incendio forestal en el Norte de California que comenzó el 27 de septiembre de 2020 a las 3:48 A.M. y estuvo activo durante 23 días. El incendio fue nombrado debido a su origen cercano a Glass Mountain Road, en Deer Park, Condado de Napa. Inicialmente el incendio solo quemó 20 acres, creció rápidamente y se fusionó con dos incendios más pequeños que se expandieron a 11,000 acres entre la noche del 27 al 28 de septiembre.

## Impacto
El incendio Glass se contuvo en su totalidad el 20 de octubre de 2020, tras quemar más de 67,484 acres y destruir 1,555 inmuebles, incluidas 308 casas y 343 edificios comerciales en el condado de Napa, así como 334 casas en el condado de Sonoma. No se registraron fallecidos o heridos como resultado del incendio. Se estima que alrededor de 70,000 personas estaban bajo órdenes de evacuación en las zonas aledañas al incendio. CAL FIRE levantó todas las órdenes de evacuación relacionadas con el incendio el 19 de octubre de 2020.
Numerosas edificaciones fueron destruidas en Deer Park, incluyendo la Escuela Primaria Foothills Adventist. Adicionalmente, el incendio destruyó o dañó 31 bodegas, restaurantes y alberges, entre los que se incluye bodega Chateau Boswell de 41 años cercana a St. Helena y la bodega Castillo di Amorosa, que perdió $5 millones en vino, pero su estructura no fue dañada. The Restaurant at Meadowood, que contaba con tres estrellas Michelin, se quemó el 29 de septiembre de 2020.

## Respuesta
Más de 2,000 bomberos participaron en los esfuerzos de extinción del incendio.
Poco después de que comenzara el incendio, la Oficina de Servicios de Emergencia del Gobernador de California (Cal OES) obtuvo una Subvención de Asistencia para el Manejo de Incendios de la Agencia Federal para el Manejo de Emergencias (FEMA) para ayudar a garantizar la disponibilidad de recursos vitales para suprimir el incendio.
El 28 de septiembre de 2020, el gobernador de California, Gavin Newsom, declaró el estado de emergencia para los condados de Napa, Sonoma y Shasta debido a los incendios Glass y Zogg. Un día después, firmó una serie de proyectos de ley destinados a mejorar la preparación del estado para incendios forestales, apoyar los esfuerzos de mitigación y ayudar a las víctimas. El 1 de octubre de 2020, Newsom visitó una zona en el condado de Napa fuertemente afectada por el incendio Glass y prometió en una conferencia de prensa que buscaría soluciones a largo plazo para los problemas de incendios forestales que enfrenta el estado.
El 7 de octubre de 2020, el Departamento de Silvicultura y Protección contra Incendios de California anunció que iniciaría una investigación con respecto las acusaciones de que los equipos privados de extinción de incendios provocaron contrafuegos ilegales para proteger las propiedades de sus clientes del incendio Glass durante la primera semana de octubre. Esta práctica ha provocado controversias sobre las cuestiones de seguridad y el acceso desigual a los recursos para la protección de la propiedad privada.
El 22 de octubre de 2020, Newsom anunció que los condados de Napa y Sonoma fueron agregados a la Declaración Presidencial de Desastre Mayor, la cual fue inicialmente aprobada el 16 de octubre para reforzar la respuesta de California a los incendios forestales en todo el estado. La declaración también permitía a las personas que perdieron su hogar o sufrieron otras pérdidas debido a los incendios forestales solicitar asistencia federal para pagar necesidades tales como alquiler, reparaciones del hogar, gastos médicos, dentales o funerarios, y otros gastos graves relacionados con el desastre.